# Arbeitsgericht Hagen

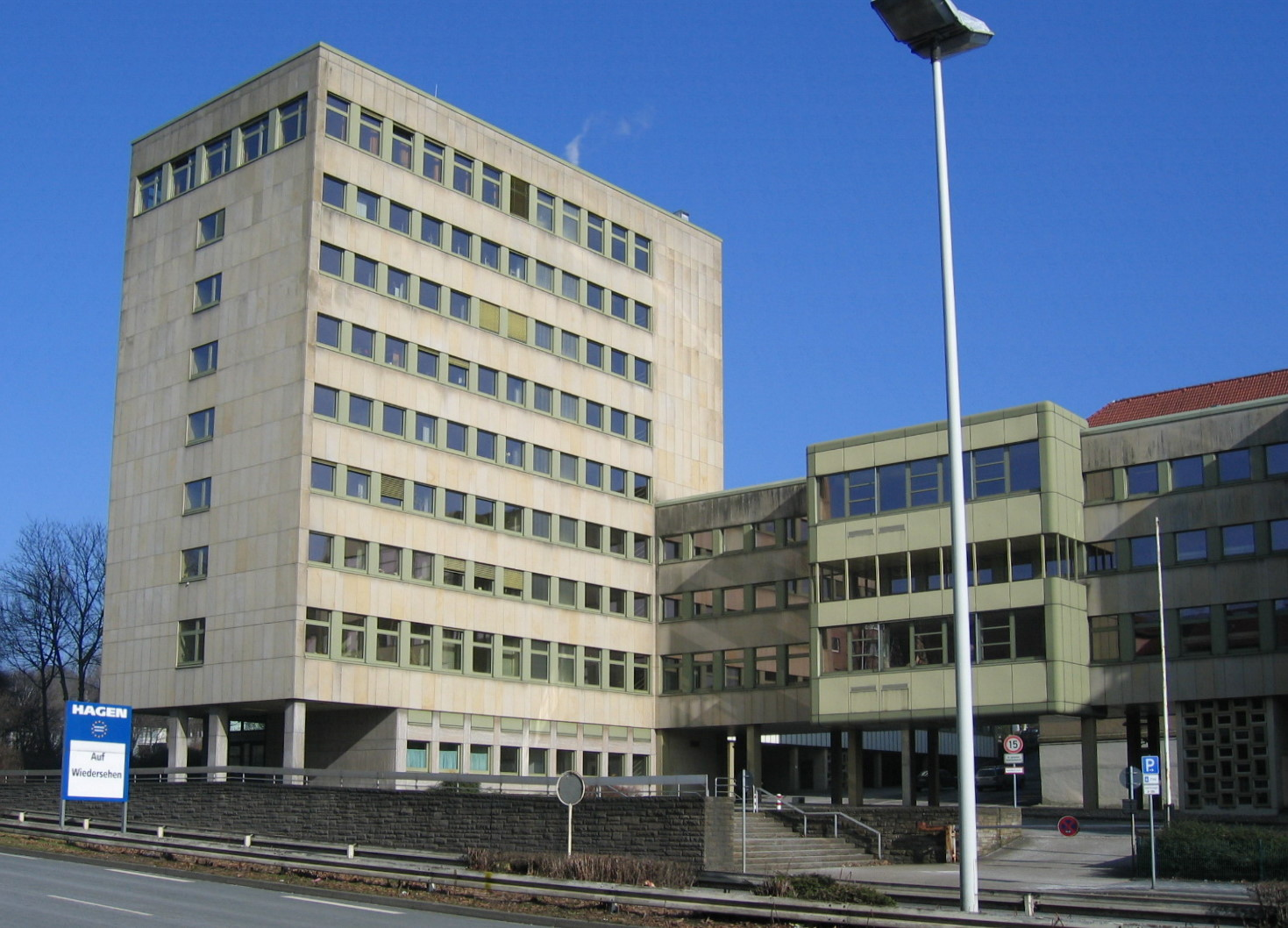
Gerichtsgebäude

Das Arbeitsgericht Hagen, ein Gericht der Arbeitsgerichtsbarkeit, ist eines von dreißig Arbeitsgerichten Nordrhein-Westfalens. Bei ihm sind fünf Kammern gebildet.

## Gerichtssitz und -bezirk
Das Gericht hat seinen Sitz in Hagen in der Heinitzstraße 44 in unmittelbarer Nachbarschaft zum Amts- und Landgericht. Der rund 352 km² große Gerichtsbezirk erstreckt sich auf die kreisfreie Stadt Hagen und den Ennepe-Ruhr-Kreis mit Ausnahme der Stadt Witten. In ihm leben rund 416.000 Menschen.

## Geschichte
Gemäß Arbeitsgerichtsgesetz vom 23. Dezember 1926 wurden in Deutschland Arbeitsgerichte gebildet. Diese waren nur in der ersten Instanz organisatorisch selbstständige Gerichte, die Landesarbeitsgerichte waren den Landgerichten zugeordnet. Am Landgericht Hagen entstand so 1927 das Landesarbeitsgericht Hagen als eines von fünf Landesarbeitsgerichten im Bezirk des Oberlandesgerichtes Hamm. In Hagen entstand das Arbeitsgericht Hagen. Sein Sprengel umfasste die Bezirke der Amtsgerichtes Hagen, Haspe, Schwelm und Wetter (Ruhr). Es bestand jeweils eine Kammer für Arbeiter, für Angestellte und für Handwerk.
Nach der Besetzung Deutschlands durch die Alliierten wurden 1945 zunächst alle Gerichte geschlossen. Die ordentlichen Gerichte wurden schon bald wieder eröffnet, während die Arbeitsgerichte zunächst nicht wieder eingerichtet wurden, so dass arbeitsgerichtliche Streitigkeiten von den ordentlichen Gerichten erledigt werden mussten. Gemäß Kontrollratsgesetz 21 vom 30. März 1946 sollten in Deutschland Arbeitsgerichte aufgebaut werden. Das Arbeitsgericht Hagen entstand so neu.

## Übergeordnete Gerichte
Dem Arbeitsgericht Hagen ist das Landesarbeitsgericht Hamm und im weiteren Rechtszug das Bundesarbeitsgericht übergeordnet.